# Catharsius stuhlmanni
Catharsius stuhlmanni är en skalbaggsart som beskrevs av Hermann Julius Kolbe 1893. Catharsius stuhlmanni ingår i släktet Catharsius och familjen bladhorningar. Inga underarter finns listade.